# De samenspraak van de vogels
De samenspraak van de vogels (Perzisch: منطق الطیر, Manṭiq-uṭ-Ṭayr, ofwel مقامات الطیور, Maqāmāt-uṭ-Ṭuyūr) is een Perzisch mystiek gedicht uit 1177 van de Perzische dichter Farid ad-Din Attar (1145/46-ca. 1221).
In dit werk komen de vogels van de wereld samen om op zoek te gaan naar het geheimzinnige hof van Simoerg, de koning van de vogels. Na een zware tocht over zeven valleien bereikt een deel van de vogels het doel. De vogels symboliseren dolende menselijke zielen.

## Illustraties
Collectie in het Metropolitan Museum of Art (New York) van een geïllustreerd manuscript uit circa 1600 met illustraties van Habiballah of Sava (actief van ca. 1590 tot 1610), in inkt, ondoorzichtig aquarel, goud en zilver op papier, grootte 25,4 x 11,4 cm.

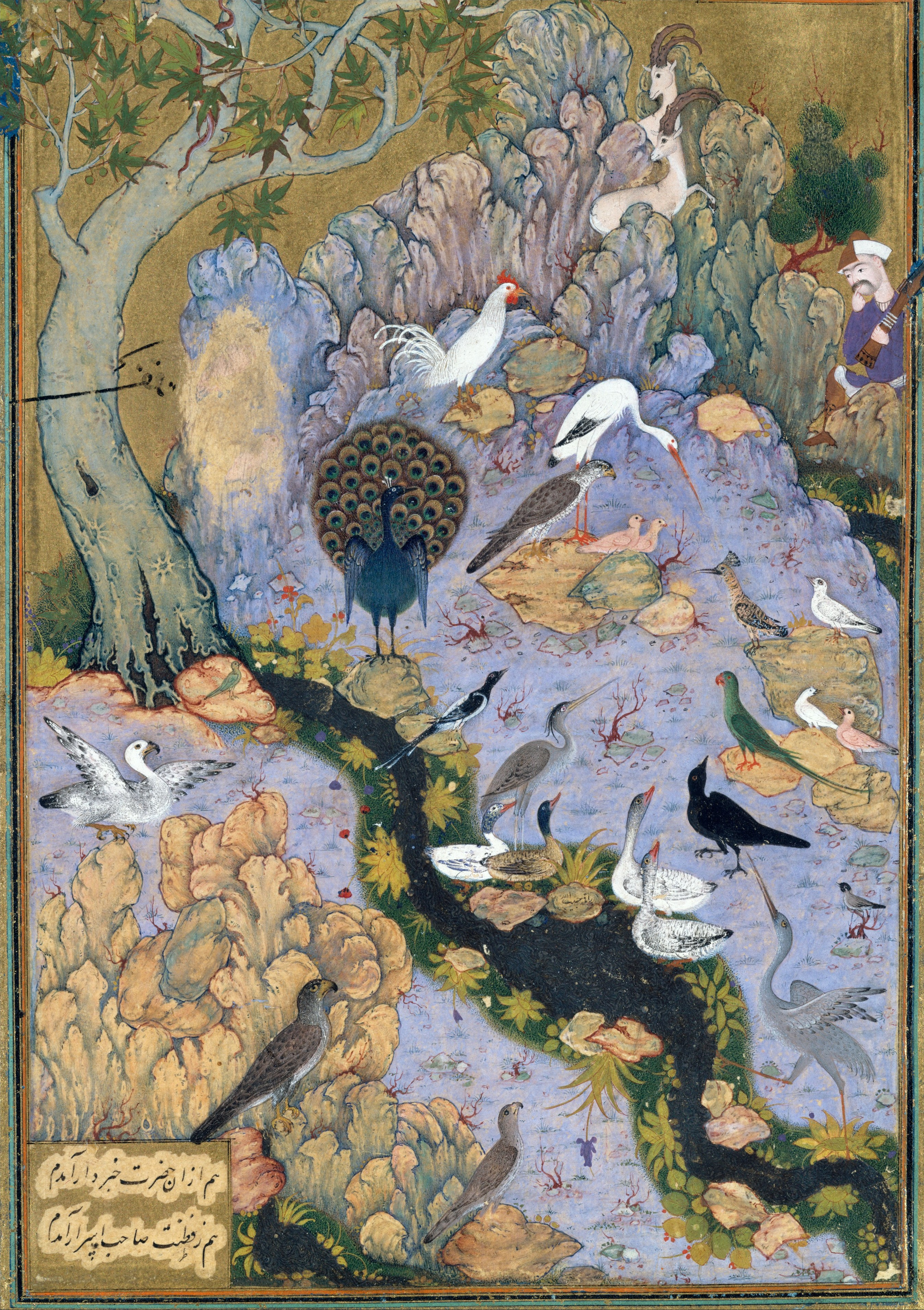
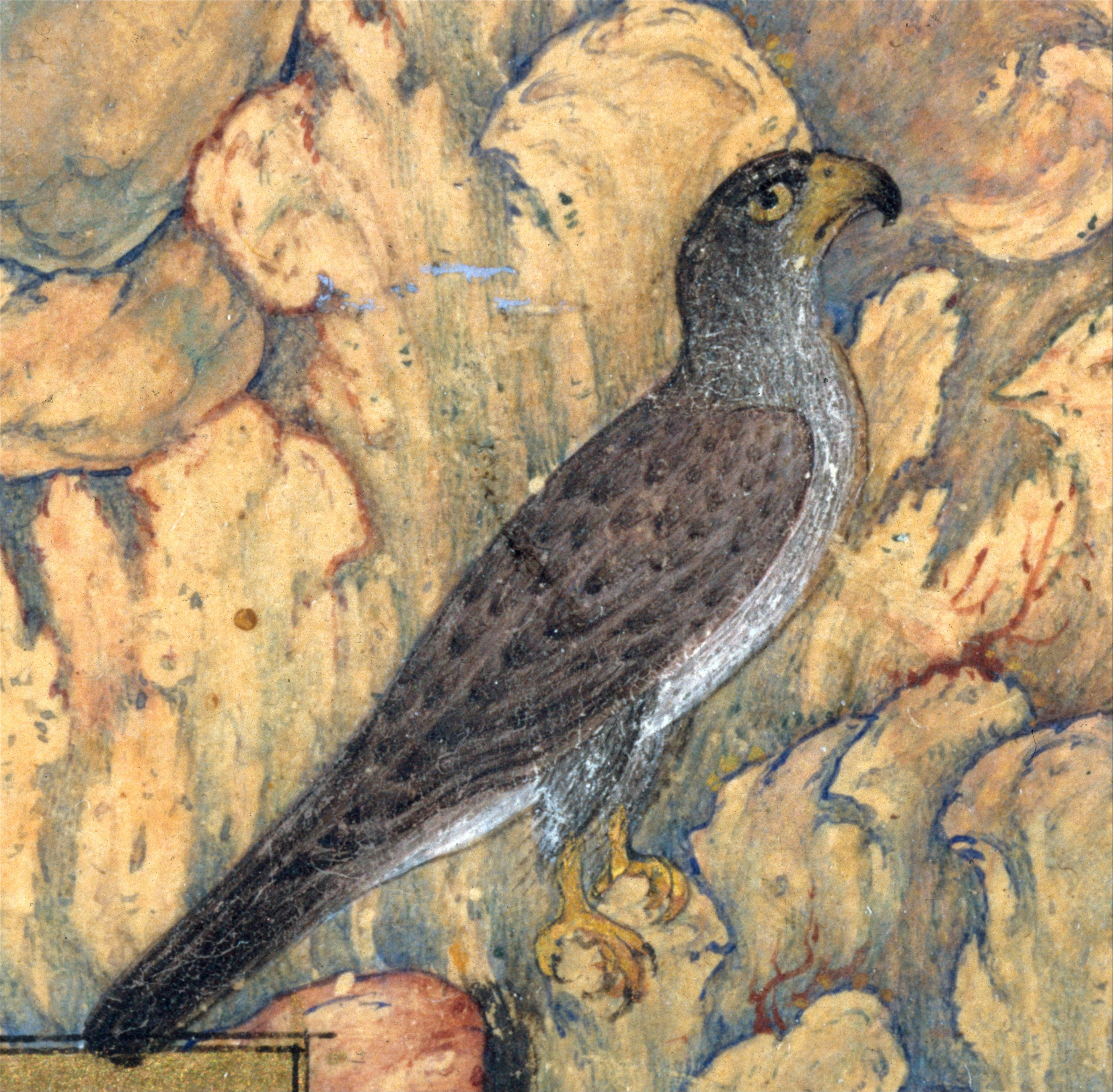
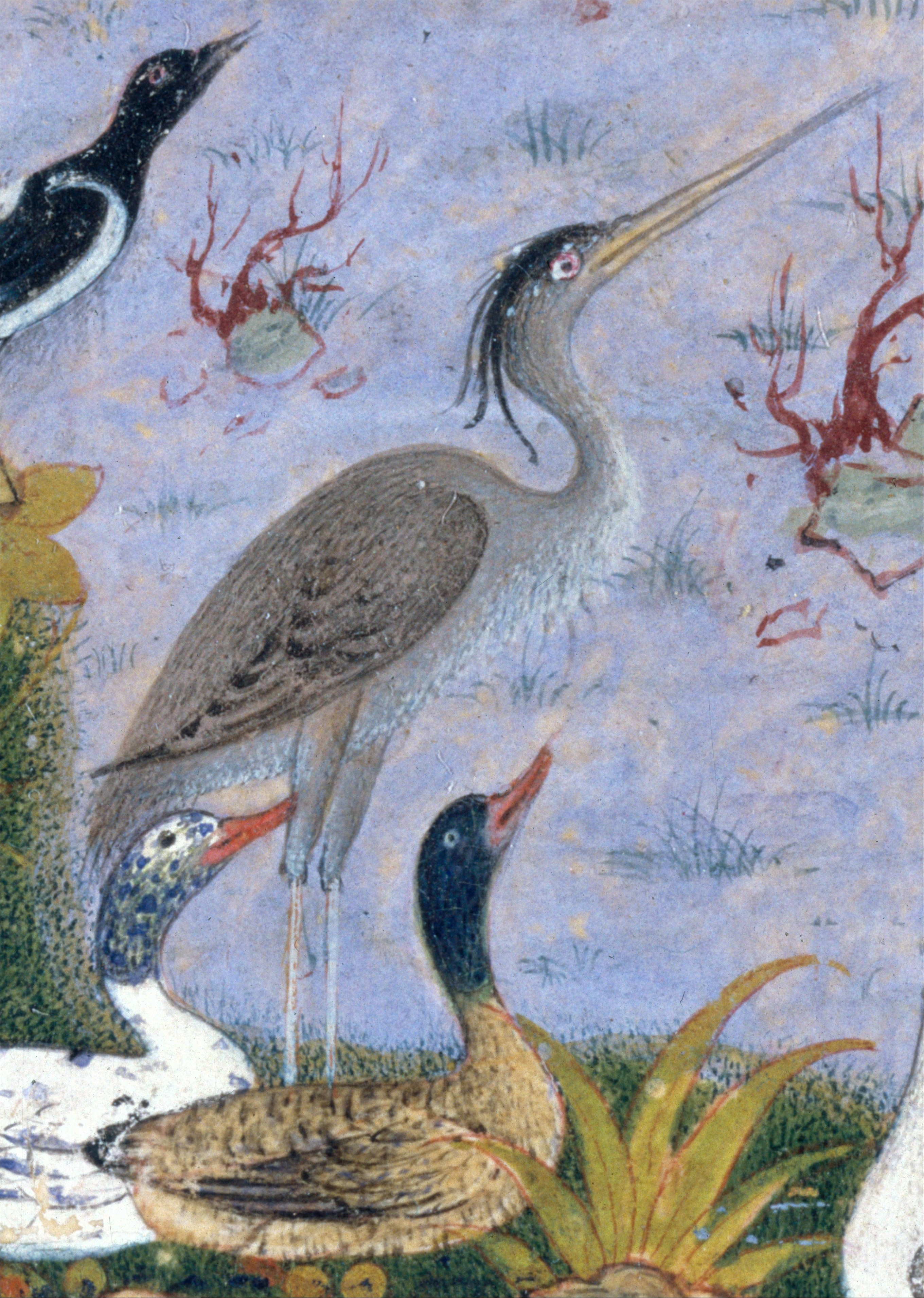
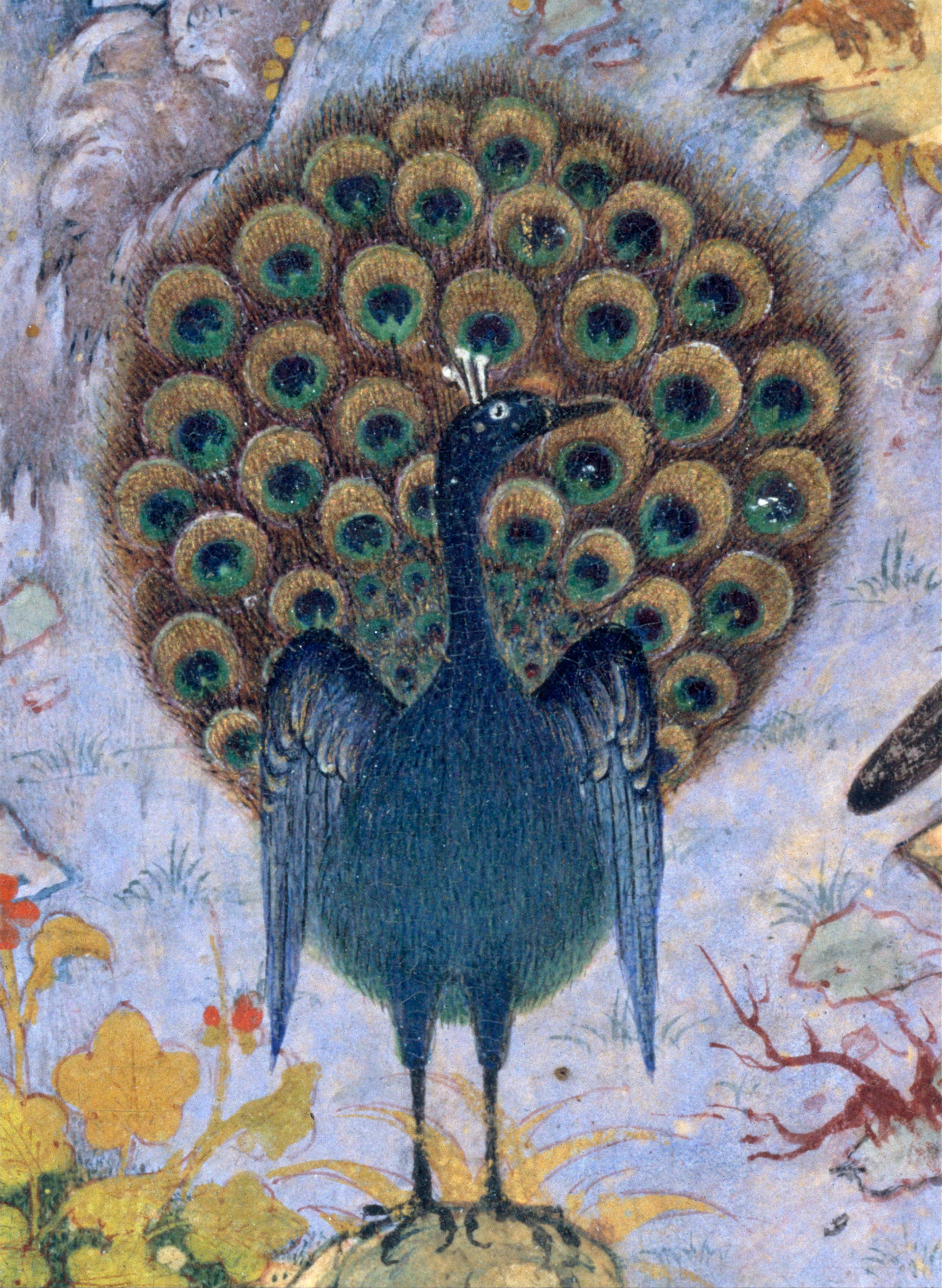

## Theaterstuk
Van het gedicht zijn verschillende muziek- en theaterstukken gemaakt. 
In Nederland bewerkte Falk Richter het gedicht voor een muziektheaterstuk dat is uitgevoerd in de zomer van 2018. Dit theaterstuk onder de titel 'Conference of the birds' vormde een onderdeel van de activiteiten van Leeuwarden-Fryslân 2018. Behalve door honderden Friese amateurmuzikanten werd medewerking verleend door de trompettist Eric Vloeimans, en dansers en acteurs van het Noord Nederlands Toneel en Club Guy & Roni. De muziek voor het theaterstuk is gemaakt door Sytze Pruiksma, die een groot deel van de percussie voor zijn rekening nam, en de regie was van Guy Weizman. De voorstelling was tevens onderdeel van  het project "Koning van de weide" (Kening fan ‘e Greide) rond de bedreiging van de Grutto.

## Verder lezen
- Attar, Farid ad-Din (vert. Sholeh Wolpé; 2017). The Conference of the Birds. W. W. Norton & Company.